# フォード・テルスター
テルスター（TELSTAR）はフォードの自動車である。マツダのカペラ、クロノス、MS-6をベースにした乗用車で、日本仕様はマツダの工場で生産されていた。
1979年にフォードとマツダは資本提携し、フォードはアジア・オセアニア・環太平洋地域向けの小型車の開発生産をマツダに任せることにし、そのアライアンスの一環として企画された。

## 初代 GC系（1982年-1987年）
| 初代テルスター |  | 初代テルスター |
| 初代テルスター |  |                |

マツダの新しい販売網として設立されたオートラマ店専売車として、レーザーとともに販売開始。4代目カペラをベースとしたボディは4ドアセダンとTX5と呼ばれる5ドアハッチバックの2タイプが用意された。エンジンは1.6L&1.8L&2.0Lの直4ガソリンエンジンが設定。
- 1982年10月 - 新発売。この年カペラともども日本カー・オブ・ザ・イヤーを受賞した。
- 1983年11月 - TX5に2.0Lターボが、セダンに2.0Lディーゼルが追加。
- 1985年5月 - マイナーチェンジ。エンジン性能の向上。

## 2代目 GD/GV系（1987年-1997年）

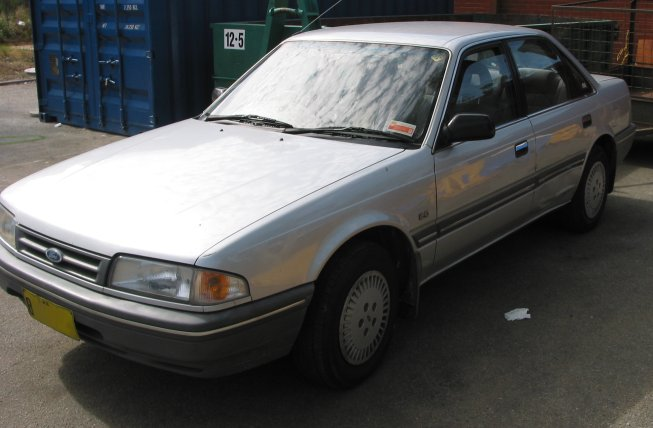
2代目テルスター

ボディ構成は変わらず。エンジンは1.6Lと2.0Lターボのガソリンが落とされ、ディーゼルはプレッシャーウェーブ・スーパーチャージャーが装着された。また、2.0LのガソリンはDOHC化。TX5にはフルタイム4WDと4WSが登場。フルタイム4WD車は、センターデフロックスイッチを持つタイプだったが、マイナーチェンジ後にセンターデフロックスイッチは廃止され、センターデフにビスカスLSDが採用されることになる。2.0Lのフルタイム4WD車はリアデフにもビスカスLSDを搭載した。
- 1987年5月 - フルモデルチェンジ。
- 1988年2月 - セダンにも4WS車が追加。
  - 10月 - TX5にディーゼル車追加。
- 1989年6月 - マイナーチェンジ。1.8LDOHCエンジン追加。
- 1990年9月 - ワゴン登場。1988年に登場したカペラカーゴとは兄弟車。乗車定員はFFが7名、4WDが5名で、前者はテルスターシリーズ初のミニバン的な車種となった。
- 1991年9月[1] [2] - セダンとTX-5の生産終了。在庫対応分のみの販売となる。
- 1991年10月 - セダンとTX5がフルモデルチェンジでクロノスの姉妹車に。ワゴンはそのまま継続。
- 1992年8月 - ワゴンがマイナーチェンジ。ディーゼルに4WD車が追加。
- 1994年11月 - ワゴンがビッグマイナーチェンジ。前後デザインの大幅な変更と同時に、インパネをカペラカーゴと交換。グリルガード付きの2.0L 4WD専用グレード「カノーア」が追加された。特に、「カノーア」はテルスターシリーズ初のクロスオーバーSUVと捉えられていた。
- 1996年7月 - ワゴンをマイナーチェンジ。コンセプトカー「マツダ・BU-X」（デミオ）を彷彿させる、フロントグリルと一体化したバンパーを持つ「カノーアII」（20i-XカノーアII（4WD）/20i-EカノーアII（FF））を追加。
- 1997年10月[3] - ワゴンの生産終了。在庫対応分のみの販売となる。
- 1997年11月 - ワゴンがフルモデルチェンジして販売終了。

## 3代目 GE系（1991年-1997年）
| 3代目テルスターセダン |  | 3代目テルスターセダン |
| 3代目テルスターセダン |  |                       |

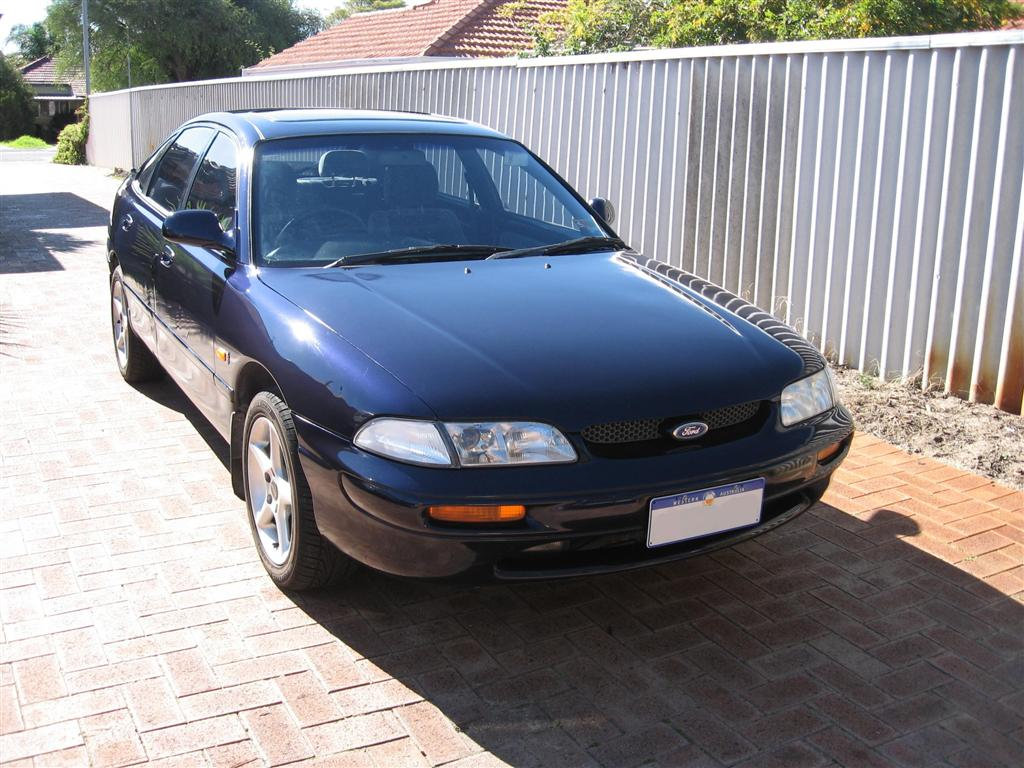
3代目テルスターTX5

- 1991年10月 - セダンおよびTX5フルモデルチェンジ。クロノスの姉妹車となる（ワゴンは継続販売）。TX5はカペラCGからアンフィニMS-6がベースとなった。エンジンはFFが1.8L&2.0LのV6ガソリン、4WDが2.0Lの直4ガソリンの設定。ボディは全幅が広がり3ナンバー車となった。CMソングにはシカゴの「素直になれなくて」が使われた。
- 1992年4月 - FF車に2.5L V6ガソリン[4]とセダンに2.0LPWSディーゼルが追加。
- 1994年9月 - テルスターII登場後ながらマイナーチェンジ。同様の措置はクロノスでも行われた。
- 1996年6月[5] - 生産終了。在庫対応分のみの販売となる。
- 1997年7月[6] - 3代目モデルの販売終了。

## 4代目 CG系（1994年-1997年）
| テルスターII |  | テルスターII |
| テルスターII |  |              |

- 1994年8月、カペラの姉妹車として5ナンバーサイズのセダンが登場。先代モデルも併売するため車名がテルスターIIとなる。先代モデルの姉妹車、クロノスよりインパネを流用してある。エンジンは直4の1.8&2.0Lのガソリンのみの設定。
- 1997年7月[7] - 生産終了。在庫対応分のみの販売となる。
- 1997年8月 - 5代目にバトンタッチして販売終了。

## 5代目 GF/GW系（1997年-2001年）
| 5代目テルスターセダン |  | 5代目テルスターセダン |
| 5代目テルスターセダン |  |                       |

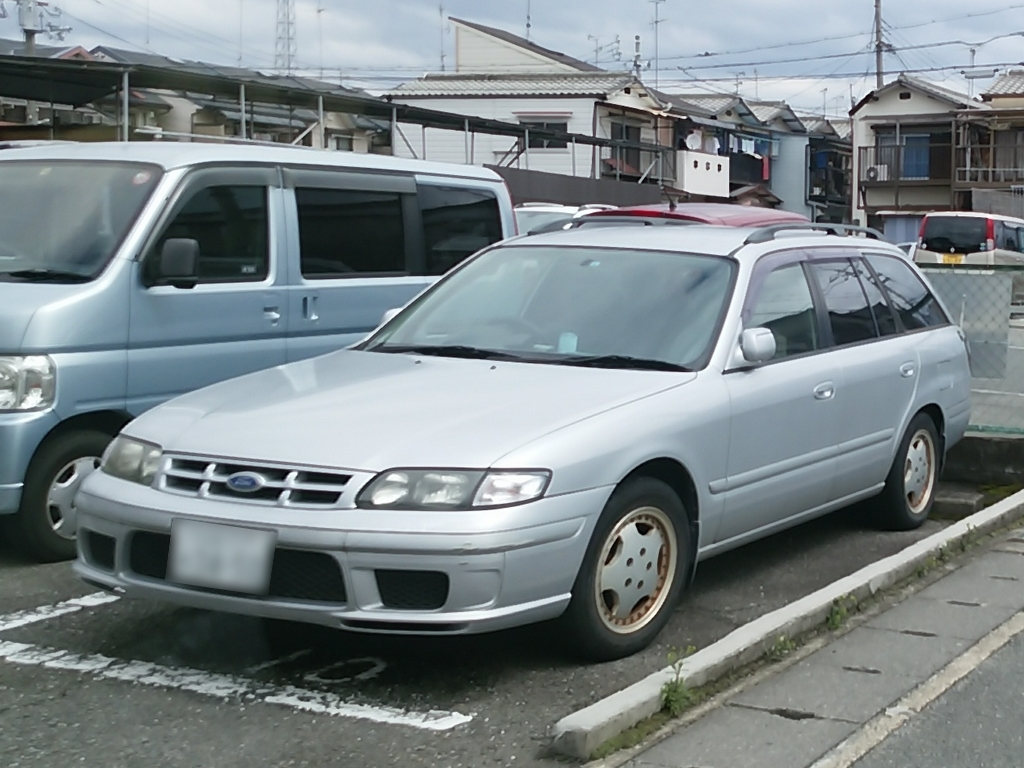
5代目テルスターワゴン 前期型

- 1997年（平成9年）8月 - セダンがフルモデルチェンジ。車名をテルスターに戻す。エンジンは先代と同じ直4の1.8 L&2.0 Lのガソリン。
  - 11月 - ワゴンがフルモデルチェンジ。ワゴンのみV6,2.5 Lガソリンの設定もある。また、先代モデルのFF車で採用されていた7人乗りのジャンプシートはFF車にオプション設定となった。1,800 ccモデルは、オリジナルのカペラワゴンではプロテクションモールの色が灰色で、ダークティンテッドガラスは装備されていないが、テルスターワゴンではプロテクションモールの色が車体と同色で、なおかつダークティンテッドガラスが装備されていた。
- 1998年（平成10年）7月 - 2.0 L直噴ディーゼルターボ車が追加。
- 1999年 (平成11年) 9月[8] - セダンの生産終了。
- 1999年 (平成11年) 10月[9] - ワゴンも生産終了。
- 2001年（平成13年）5月 - 販売終了。

## 車名の由来
テルスターとは1962年にアメリカが打ち上げた送受信型通信衛星（テルスター衛星）の名前である。